# HD 136347
HD 136347，又名CD-3710171，SAO 206543、HR 5697，是一颗恒星，视星等为6.48，位于銀經332.75，銀緯15.81，其B1900.0坐标为赤經15h 15m 3.2s，赤緯-37° 15.81′ 25″。